# International Astronomical Youth Camp
Het International Astronomical Youth Camp (IAYC) is een jaarlijks zomerkamp voor jongeren met een interesse voor wetenschap in het algemeen en astronomie in het bijzonder.
Opgericht in 1969, heeft het IAYC plaatsgevonden in meer dan 30 verschillende plaatsen in Europa, Noord-Afrika en het Midden-Oosten. Het belangrijkste doel van dit zomerkamp is om, naast het samen bezig zijn met astronomie, mensen uit verschillende gebieden op aarde bij elkaar te brengen door ze aan te moedigen om samen te werken en meer te leren over wetenschap en haar methoden. Een typisch zomerkamp duurt 3 weken en telt een 65-tal deelnemers tussen 16 en 24 jaar. De voertaal is Engels.
De organisatie van de kampen is in handen van de Duitse vereniging zonder winstoogmerk International Workshop for Astronomy e.V. Haar leden en bestuur, allen vrijwilligers, zijn studenten en jonge wetenschappers.
Sinds 1969 hebben meer dan 1500 jonge astronomen deelgenomen aan het IAYC. Het kamp van 2019 vond plaats in het Duitse dorpje Klingenthal van 21 juli tot 10 augustus. De kampen van 2020 en 2021 werden afgelast wegens de coronapandemie.